# Eastriggs
Eastriggs är en by i Dumfries and Galloway i Skottland. Byn är belägen 106,9 km 
från Edinburgh. Orten har 1 830 invånare (2016).